# Duke Nukem (игра)
Duke Nukem (Дюк Ню́кем) — компьютерная игра формата сайд-скроллер в жанре платформер. Разработала и издала игру компания Apogee Software.

## Игровой процесс

Игровой экран

Игровой процесс в целом достаточно простой — для завершения уровня нужно лишь найти выход на следующий. Уровни довольно большие во всех направлениях, поэтому недостаточно просто «бежать направо». Время от времени необходимо взаимодействовать с окружением, например, собирать ключи для открытия дверей или уничтожать электрические генераторы для отключения барьеров. В целом игра представляет собой довольно обычный для shareware-игр начала 1990-х годов «лабиринтный» платформер. Несмотря на то, что у протагониста практически всегда есть оружие, Duke Nukem не является игрой о стрельбе или перестрелках.
Вместе с тем для игры характерна проработка деталей. Например, в игре есть предмет «ножка индейки», который восстанавливает здоровье. Однако, если в него выстрелить, то он станет «приготовленным», и в таком виде восстановит больше здоровья. В банки с колой можно стрелять, и тогда они становятся оружием и наносят урон врагам, либо собирать их, и тогда игроку начисляются дополнительные очки. Ракеты при взрыве уничтожают часть уровня, а ящики-ловушки покрывают поверхность платформы огнём. Если подобрать предмет типа когтя или обуви, Дюк получит возможность использовать новое умение. В разбросанных по уровням ящиках можно найти и иные предметы.
В игре есть «секретные бонусы», предназначенные для более опытных игроков. Для получения этих бонусов предусмотрены особые цели, например, не получать повреждений, поразить стрельбой все камеры или знаки с надписью ACME, собрать в правильном порядке разбросанные по уровню буквы, составив слово DUKE и др. Единственная награда за взятие бонуса — начисление дополнительных очков, которые в целом бесполезны: игрок может сохранить игру и выйти из игры, после чего ему будет предложено внести свое имя в таблицу максимальных очков. Повторяя эту процедуру несколько раз, можно заполнить всю таблицу своим именем.
В данной игре, в отличие от последующих в серии, главный герой не представляет типаж мачо и ценителя пива, полного тестостероном. Напротив, он не склонен проявлять свою маскулинность и навязывать свои вкусы, он не ругается и не курит. Он стреляет в роботов, ест индейку и пьёт колу, а, когда умирает, со взрывом превращается в конфетти. В диалогах его реплики в целом просты и касаются текущего задания, за одним исключением — подтекст в фразе после победы над Доктором Протоном, когда Дюк возвращается домой к своей женщине Опре.

## Сюжет

Доктор Протон

Действие игры разворачивается в ближайшем будущем, в постапокалиптическом мире. Безумный учёный Доктор Протон (англ. Dr. Proton) решает захватить мир с помощью своей армии «техботов» (англ. techbots). Дюк Нюкем нанят ЦРУ для того, чтобы справиться с учёным. Первый эпизод разворачивается в опустошённом городе. Во втором эпизоде Дюк Нюкем следует за Доктором Протоном на его секретную базу на Луне. В третьем Доктор Протон убегает в будущее, и Дюк отправляется за ним в погоню сквозь время.

## Разработка
По словам одного из создателей игры и программиста Тодда Риплогла (англ. Todd Replogle), в создании некоторых низкоуровневых частей кода игры на языке ассемблера ему помогал Джон Кармак.

### Техническая сторона
Из-за технических ограничений игровой мир не может прокручиваться попиксельно, прокрутка происходит только сдвигом на «блок» размером 8х8 пикселей. Аналогичный способ скроллинга использован также, например, в Zeliard, Cosmo’s Cosmic Adventure или Duke Nukem II. В консольных и аркадных компьютерных играх для прокрутки обычно использовалось специализированное оборудование, например, микросхема PPU в приставке NES может осуществлять прокрутку задних планов.
В части оформления можно отметить значительные заимствования из других игр, например, из Turrican и MS-DOS-версии игры Mega Man.

### Правовые вопросы
После издания игры компании Apogee Software стало известно, что в мультипликационном сериале «Команда спасателей Капитана Планеты» имеется персонаж с тем же именем (Duke Nukem), что и в игре. Для избежания возможного судебного преследования было решено выпустить версию игры 2.0, в которой главный герой был переименован в Duke Nukum. Позднее стало понятно, что права на имя Duke Nukem не были зарегистрированы, чем и воспользовалась Apogee, зарегистрировав это имя на себя, в результате чего в сиквелах использовано оригинальное имя персонажа — Duke Nukem.

## Критика
Издание Hardcore Gaming 101 в своей ретро-рецензии заключает, что у игры есть определенные проблемы, и она не может сравниться с играми на приставках того же времени. Однако, если учитывать ее возраст и те компьютеры, для которых она предназначена, можно заключить, что игра неплохо сделана и в нее можно с интересом немного поиграть.
В PC Gamer считают, что единственная причина считать Duke Nukem важной игрой на ПК состоит в том, что без нее не было бы Duke Nukem 3D, а 3D Realms потратили бы остаток десятилетия, работая над каким-нибудь «Cosmo’s Cosmic Adventure Forever».